# Mipmap
在三维计算机图形的贴图渲染中有一个常用的技术被称为Mipmapping。为了加快渲染速度和减少图像锯齿，贴图被处理成由一系列被预先计算和优化过的图片组成的文件,这样的贴图被称为 MIP map 或者 mipmap。这个技术在三维游戏中被非常广泛的使用。“MIP”来自于拉丁语 multum in parvo 的首字母，意思是“放置很多东西的小空间”。Mipmap 需要占用一定的内存空间，同时也遵循小波压缩规则 （wavelet compression）。

## 如何使用

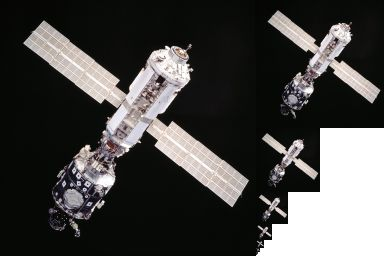
上面是一个mipmap 如何储存的例子，左边的主图伴有一系列逐层缩小的备份小图

Mipmap中每一个层级的小图都是主图的一个特定比例的缩小细节的复制品。虽然在某些必要的视角，主图仍然会被使用，来渲染完整的细节。但是当贴图被缩小或者只需要从远距离观看时，mipmap就会转换到适当的层级。事实上，在三线性过滤（trilinear filtering）起作用时，会在两个相近的层级之间切换。
因为mipmap贴图需要被读取的像素远少于普通贴图，所以渲染的速度得到了提升。而且操作的时间减少了，因为mipmap的图片已经是做过抗锯齿处理的，从而减少了实时渲染的负担。放大和缩小也因为mipmap而变得更有效率。
如果贴图的基本尺寸是256x256像素的话,它mipmap就会有8个层级。每个层级是上一层级的四分之一的大小，依次层级大小就是：128x128;64x64;32x32;16x16;8x8;4x4;2x2;1x1(一个像素)。例如在一个场景中，渲染贴图需要填满的空间大小是40x40像素的话，如果没有三线性过滤，那32x32 会被放大显示，或者有三线性过滤，会在64x64和32x32之间切换。最简单的生成贴图的方法就是依次做平均，当然也可以用更加高级的算法。

## 参看
- 抗锯齿
- 尺度空間（英语：Scale space）
- 紋理濾波